# Індріт Туці
Індріт Туці (алб. Indrit Tuci, нар. 14 вересня 2000, Лежа, Албанія) — албанський футболіст, нападник чеського клубу «Спарта» (Прага).

## Ігрова кар'єра

### Клубна
Займатися футболом Індріт Туці почав на батьківщині в столичній Академії футболу. У 2019 році він приєднався до молодіжної команди хорватського клубу «Локомотива» з Загреба. З сезону 2019/20 Туці став постійним гравцем основного складу. У сезоні 2019/20 разом з командою посів друге місце в чемпіонаті Хорватії і грав у матчах кваліфікації Ліга чемпіонів.
У лютому 2024 року Туці перейшов до чеської «Спарти», з якою у першому ж сезоні став чемпіоном країни та виграв національний Кубок. Також нападник встиг пограти у матчах плей-офф Ліги Європи, де відзначився забитим голом у ворота турецького «Галатасарая».

### Збірна
З 2019 року Індріт Туці захищав кольори молодіжної збірної Албанії.

## Титули
Спарта (Прага)
 Чемпіон Чехії: 2023/24
 Переможець Кубка Чехії: 2023/24